# Zapasy na Letnich Igrzyskach Olimpijskich Młodzieży 2010

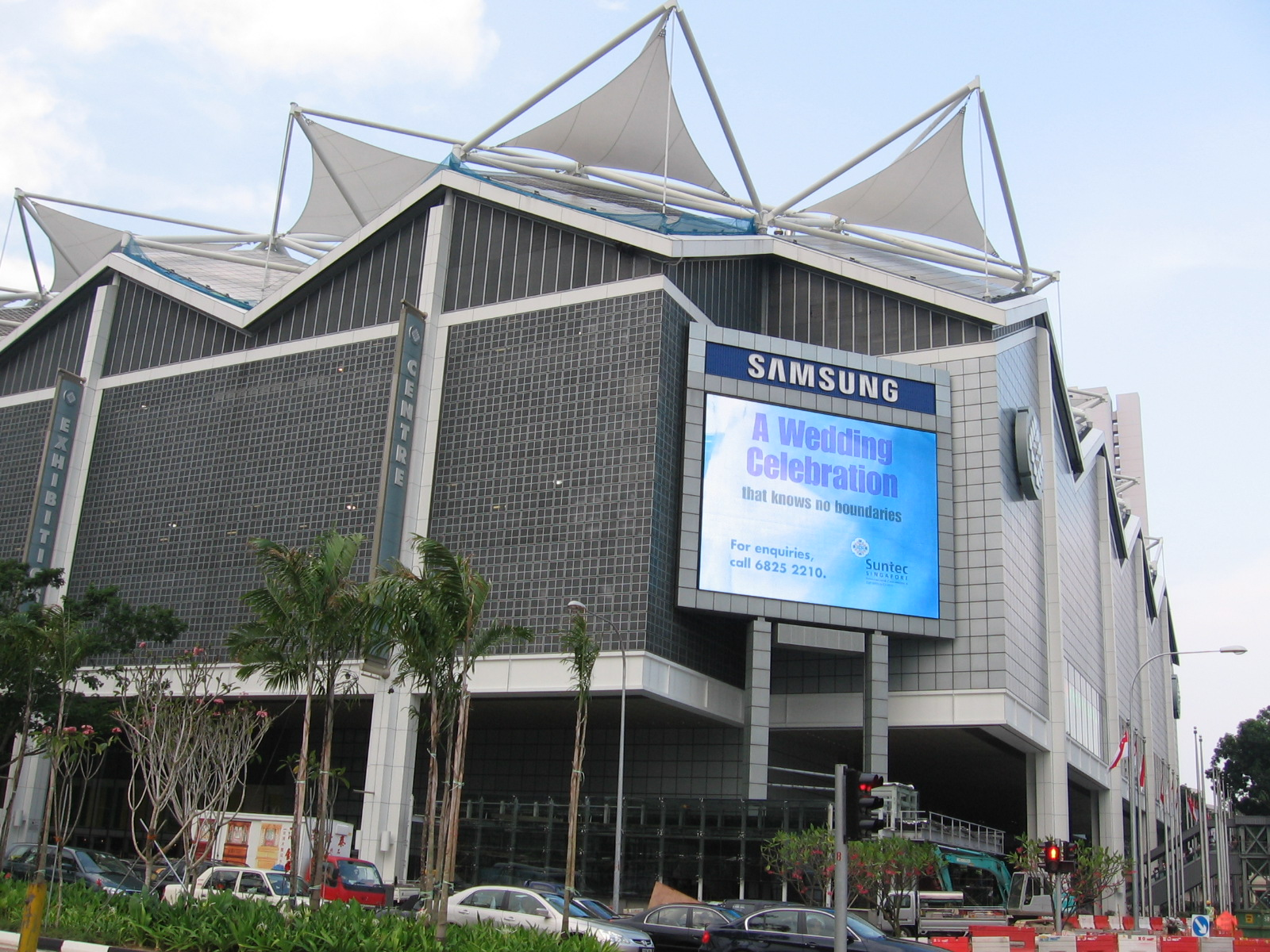
Suntec Singapore International Convention and Exhibition Centre - arena zmagań zapaśników

Zapasy na Letnich Igrzyskach Olimpijskich Młodzieży 2010 odbyły się w dniach 16 - 19 sierpnia w Suntec Singapore International Convention and Exhibition Centre w Singapurze. Zawodnicy rywalizowali w czternastu konkurencjach (w 10 męskich i 4 żeńskich). W zawodach ogółem wystartowało 112 zawodników (po 6 w każdej konkurencji). Mężczyźni rywalizowali w dwóch stylach walki - klasycznym oraz wolnym, kobiety zaś jedynie w wolnym.

## Kwalifikacje
Kwalifikacje na igrzyska uzyskiwano podczas specjalnych kontynentalnych turniejów kwalifikacyjnych. Kwalifikacje z tych turniejów uzyskali zwycięzcy. Zawodnicy, którzy startowali musieli być urodzeni między 1 stycznia 1993 a 31 grudnia 1994 roku.

## Terminarz
- 16 sierpnia (Niedziela): styl klasyczny mężczyzn (eliminacje i  finały)
- 17 sierpnia (Poniedziałek): styl dowolny kobiet (eliminacje i  finały)
- 18 sierpnia (Wtorek): styl dowolny mężczyzn (eliminacje i  finały)

## Medale

### Chłopcy

#### Styl klasyczny
| Konkurencja                     | Złoto                      | Srebro              | Brąz                |
| Poniżej 42 kilogramów szczegóły | Murad Həmzət oğlu Bazarov  | Yosvanys Peña       | Akan Bajmaganbietow |
| Poniżej 50 kilogramów szczegóły | Elman Coşqun oğlu Muxtarov | ----                | Szadybek Sulajmanow |
| Poniżej 58 kilogramów szczegóły | Urmatbek Amatow            | Ołeksandr Łytwynow  | Artur Sulejmanow    |
| Poniżej 69 kilogramów szczegóły | Żanibek Kandybajew         | Musa Gedik          | Jusef Ghaderijan    |
| Poniżej 85 kilogramów szczegóły | Rusłan Adżygow             | Hamdi Abd al-Wahhab | Ruslan Kamilov      |

- Srebrny medalista w kategorii 50 kg Nurbek Hakkułow z Uzbekistanu został zdyskwalifikowany za doping.

#### Styl wolny
| Konkurencja                      | Złoto              | Srebro           | Brąz               |
| Poniżej 46 kilogramów szczegóły  | Aldar Balżynimajew | Mehran Sheikhi   | Artak Howhannisjan |
| Poniżej 54 kilogramów szczegóły  | Yūki Takahashi     | Kənan Quliyev    | Mehmet Ali Daylak  |
| Poniżej 63 kilogramów szczegóły  | Azamatbi Psznatłow | Bachodur Kodirow | Irakli Mosidze     |
| Poniżej 76 kilogramów szczegóły  | Resul Kalaycı      | Jordan Rogers    | Dierbek Ergaszew   |
| Poniżej 100 kilogramów szczegóły | Əli Məhəmmədəbirov | Abraham Conyedo  | Satyawart Kadian   |

### Dziewczęta
| Konkurencja                     | Złoto                | Srebro       | Brąz               |
| Poniżej 46 kilogramów szczegóły | Yu Miyahara          | Iulia Leorda | Petra Olli         |
| Poniżej 52 kilogramów szczegóły | Patimat Bagomiedowa  | Yuan Yuan    | Nilufar Gadayeva   |
| Poniżej 60 kilogramów szczegóły | Batceceg Baatarzorig | Pooja Dhanda | Swietłana Lipatowa |
| Poniżej 70 kilogramów szczegóły | Dorothy Yeats        | Moon Jin-ju  | Karyna Stankowa    |